# Chryplin (stacja kolejowa)
Chryplin (ukr. Хриплин, ros. Хрыплин) – węzłowa stacja kolejowa w miejscowości Chryplin, w rejonie iwanofrankiwskim, w obwodzie iwanofrankiwskim, na Ukrainie. Węzeł linii Lwów – Czerniowce z linią do Delatynia.
Stacja powstała w czasach Austro-Węgier na drodze żelaznej lwowsko-czerniowiecko-suczawskiej. Dawniej przez stację biegła także Galicyjska Kolej Transwersalna, której odcinek od Chryplina w stronę Buczacza został zniszczony w 1944 przez wycofujących się Niemców i następnie rozebrany.